# 八面体 (アルバム)
『八面体』（原題：Octahedron）は、アメリカ合衆国のバンド、マーズ・ヴォルタが2009年に発表した5作目のスタジオ・アルバム。

## 背景
メンバー2人の脱退を経て、ジョン・フルシアンテを含む7人の名前がバンド・メンバーとしてクレジットされた。バンドの中心人物オマー・ロドリゲス・ロペスは本作の曲作りに関して、長いインストゥルメンタルやフレーズの解体をやめて「曲がそもそも閃いた時のオリジナルな思いというか、思いつきをなるべくそのままにしておきたかった」と語っている。また、ボーカリストのセドリック・ビクスラー・ザヴァラは、アルバムのリリース前の2009年4月に『スピン』で「よりメロウな作品」とコメントしている。
先行発売された日本盤は、過去のアルバムと同様ユニバーサルミュージックから発売されたが、本作よりアメリカでの発売元はワーナー・ブラザース・レコード、ヨーロッパでの発売元はマーキュリー・レコードに変更されている。

## 反響・評価
本作は、前3作のスタジオ・アルバムほどの成功を収められなかった。アメリカのBillboard 200では12位に達しており、『フランシス・ザ・ミュート』（2005年）以降のスタジオ・アルバムとしては初めてトップ10入りを逃した。オーストラリアのアルバム・チャートでは、『フランシス・ザ・ミュート』以降のスタジオ・アルバム3作がいずれもトップ10入りしていたが、本作は41位に終わった。全英アルバムチャートでは64位に終わり、彼らのスタジオ・アルバムとしては初めてトップ50入りを逃している。
音楽評論家のジョン・ブッシュはオールミュージックにおいて「『八面体』は決してアンプラグド・アルバムではない―アコースティックでもなく、バラードに限定されているわけでもなく、本作にもなお"Cotopaxi"や"Desperate Graves"といったハードにロックした曲が収録されている―しかし、本作はマーズ・ヴォルタの異なる方向性を記しており、芸術的な水準を維持するためにダイナミックな極端さを繰り返す必要はないことを証明している」と評し、ジ・エッジやピンク・フロイドといったアーティストを引き合いに出している。

## 収録曲
全曲ともオマー・ロドリゲス・ロペスとセドリック・ビクスラー・ザヴァラの共作。
1. シンス・ウィヴ・ビーン・ロング - "Since We've Been Wrong" - 7:20
2. テフロン - "Teflon" - 5:04
3. ヘイロー・オブ・ネンブタールズ - "Halo of Nembutals" - 5:30
4. ウィズ・トワイライト・アズ・マイ・ガイド - "With Twilight as My Guide" - 7:52
5. コトパクシ - "Cotopaxi" - 3:38
6. ディスペレイト・グレイヴス - "Desperate Graves" - 4:56
7. コペルニクス - "Copernicus" - 7:22
8. ルシフォームス - "Luciforms" - 8:21

## 参加ミュージシャン
- オマー・ロドリゲス・ロペス - ギター、シンセサイザー
- セドリック・ビクスラー・ザヴァラ - ボーカル
- アイザイア・アイキー・オーウェンズ - キーボード
- ホアン・アルデレッテ - ベース
- トーマス・プリジェン - ドラム
- マルセル・ロドリゲス・ロペス - パーカッション
- ジョン・フルシアンテ - ギター

アディショナル・ミュージシャン
- Mark Aanderud - ピアノ